# Mississippi Sheiks
Mississippi Sheiks – zespół bluesowy założony w Jackson w roku 1926.
Nazwa grupy wzięła się z filmu Rudolfa Valentino Szejk (1921, ang. The Sheik). Trzon grupy stanowili Walter Vinson (gitara) i Lonnie Chatmon (skrzypce), razem z grupą często występowali też Bo Carter i Sam Chatmon. Pierwszym hitem zespołu był utwór "Sittin’ on Top of the World", który nagrali później m.in. Howlin’ Wolf, Ray Charles i Cream.
Mississippi Sheiks nagrali razem ponad 80 utworów, które można znaleźć na wielu składankach, w tym czterech albumach Complete Recorded Works wydanych przez Document Records.